# Hawkesbury
Hawkesbury è un comune del Canada, situato nella provincia dell'Ontario, nelle contee unite di Prescott e Russell.